# لغة سيوكس
لغة سايوكس (بالإنجليزية: Sioux)‏ هي اللغة المحلية التي يتحدث بها الهنود الحمر من العرق السايوكسي، ويتحدث نحو 33 ألف هندي، ويعيش المجتمع الهندي الأصلي مابين كندا و الولايات المتحدة ، ويتحدث بخمسة لغات وهي الإنجوسيوس ونافاجو وسيري وإنويت وأوجيبوي .

## وصلات خارجية
- Lakota Language FORUM
- Our Languages: Dakota, Nakota, Lakota (Saskatchewan Indian Cultural Centre)
- Texts in Dakota and Lakota